# イオン亀岡店
イオン亀岡店（イオンかめおかてん）は、京都府亀岡市にあるイオンリテール株式会社が運営管理するショッピングセンターである。

## 概要
1994年（平成6年）6月24日にニチイ（後のマイカル）が京都府内におけるサティ業態の2号店となる亀岡サティとして開業した。JR亀岡駅前再開発の一環で建設された地上7階建てのビル内に出店した。
開業時には、店舗面積約10,283 m2のうち直営が8,512 m2でテナント部分が1,771 m2と大半を直営売り場としていた。
2011年（平成23年）3月1日に営業していたサティは全てイオンへ転換したため、当店も店名を変更している。

## 沿革
- 1994年（平成6年）6月24日 - ニチイ運営の「亀岡サティ」として開店[6]。
- 1996年（平成8年）- 運営会社がマイカルに改称。
- 2011年（平成23年）3月1日 - GMS事業の再編に伴い、運営会社のマイカルがイオンリテールに吸収合併され「イオン亀岡店」へ店名変更[7]。

## フロアとテナント

### フロア概要
核店舗のイオン亀岡店と17の専門店で構成される。
| 階  | フロア概要                                     |
| --- | ---------------------------------------------- |
| R階 | 屋上駐車場                                     |
| 6階 | 立体駐車場                                     |
| 5階 | 立体駐車場                                     |
| 4階 | 立体駐車場                                     |
| 3階 | 住まいと暮らし、書籍・アミューズメントのフロア |
| 2階 | ファッションライフのフロア                     |
| 1階 | 総合食料品と暮らしのフロア                     |

### 主なテナント
1階
- ハニーズ（レディス）
- マクドナルド（ファストフード）
- ベーカーシェフ（ベーカリー）

2階
- 洋服のお直し（仕立て）

3階
- Ｗatts（100円ショップ）
- セイハ英語学院（英語教室）

※テナント情報は2022年6月時点
出店テナント全店の一覧詳細情報は公式サイト「専門店」「フロアガイド」を、営業時間およびATMを設置している金融機関の詳細は公式サイト「営業時間」を参照。

## アクセス
サンガスタジアムそば、京都府道25号沿いに位置している。

### 鉄道
- 亀岡駅（JR西日本・山陰本線）から徒歩約4分

### 自動車
- 京都縦貫自動車道 - 亀岡ICより8分

### 駐車・駐輪場
当施設の駐車場及び駐輪場は、753台（自動車）31台（バイク）285台（自転車）利用可能である。
| 施設駐車場 | 駐車台数 | 駐車可能時間 | 料金                                                                 | 備考         |
| ---------- | -------- | ------------ | -------------------------------------------------------------------- | ------------ |
| 立体駐車場 | 753      | 9:00 - 23:00 | 通常日：120分無料（以後60分100円） 特別日：90分無料（以後30分500円） | 高さ制限2.1m |

| 施設駐輪場     | 駐輪台数                    | 駐輪可能時間 | 料金                                                                      | 備考 |
| -------------- | --------------------------- | ------------ | ------------------------------------------------------------------------- | ---- |
| 南エリア駐輪場 | 16 （バイク） 48 （自転車） | 0:00 - 23:59 | バイク：120分無料（以後24時間250円） 自転車：180分無料（以後24時間100円） |      |
| 西エリア駐輪場 | 70 （自転車）               | 0:00 - 23:59 | 120分無料（以後24時間150円）                                              |      |
| 北エリア駐輪場 | 15 （バイク） 167（自転車） | 0:00 - 23:59 | バイク：120分無料（以後24時間250円） 自転車：120分無料（以後24時間150円） |      |

## 近隣施設
- 亀岡駅
- サンガスタジアム by KYOCERA
- 亀岡市文化資料館
- 亀山城跡

近隣の大型商業施設
- 西友 亀岡店